# Бейкерстаун (Пенсільванія)
Бейкерстаун (англ. Bakerstown) — переписна місцевість (CDP) в США, в окрузі Аллегені штату Пенсільванія. Населення — 2745 осіб (2020).

## Географія
Бейкерстаун розташований за координатами 40°39′10″ пн. ш. 79°56′27″ зх. д. / 40.65278° пн. ш. 79.94083° зх. д. (40.652798, -79.940740).  За даними Бюро перепису населення США в 2010 році переписна місцевість мала площу 5,65 км², уся площа — суходіл.

## Демографія
Згідно з переписом 2010 року, у переписній місцевості мешкала 1761 особа в 734 домогосподарствах у складі 478 родин. Густота населення становила 312 осіб/км².  Було 810 помешкань (143/км²).
Расовий склад населення:
| - 97,3 % — білих - 1,0 % — азіатів - 0,6 % — чорних або афроамериканців - 0,3 % — корінних американців |

До двох чи більше рас належало 0,7 %. Частка іспаномовних становила 1,8 % від усіх жителів.
За віковим діапазоном населення розподілялося таким чином: 23,1 % — особи молодші 18 років, 53,5 % — особи у віці 18—64 років, 23,4 % — особи у віці 65 років та старші. Медіана віку мешканця становила 47,4 року. На 100 осіб жіночої статі у переписній місцевості припадало 84,0 чоловіків;  на 100 жінок у віці від 18 років та старших — 80,3 чоловіків також старших 18 років.
Середній дохід на одне домашнє господарство  становив 120 912 долари США (медіана — 85 950), а середній дохід на одну сім'ю — 151 272 долари (медіана — 114 375). За межею бідності перебувало 3,0 % осіб, у тому числі 3,6 % дітей у віці до 18 років та 8,2 % осіб у віці 65 років та старших.
Цивільне працевлаштоване населення становило 1139 осіб. Основні галузі зайнятості: освіта, охорона здоров'я та соціальна допомога — 26,2 %, науковці, спеціалісти, менеджери — 14,1 %, фінанси, страхування та нерухомість — 12,2 %.